# Marko Belinić
Marko Belinić (ur. 13 sierpnia 1911 w Jakovljach, zm. 19 grudnia 2004 w Zagrzebiu) – chorwacki i jugosłowiański polityk, działacz związkowy.

## Życiorys
W 1934 roku został członkiem Komunistycznej Partii Jugosławii (KPJ). Od 1935 roku był sekretarzem jej zagrzebskich struktur. Za swą działalność trafił do więzienia w Lepoglavie.
W trakcie II wojny światowej był członkiem Antyfaszystowskiej Rady Wyzwolenia Narodowego Jugosławii (AVNOJ) i ZAVNOH. Od 1943 roku należał do biura politycznego komitetu centralnego Komunistycznej Partii Chorwacji (KPH).
W latach 1944–1955 był przewodniczącym Saveza sindikata Hrvatske. Należał także do rady wykonawczej parlamentu Socjalistycznej Republiki Chorwacji.
W 1953 roku został odznaczony orderem bohatera narodowego (ludowego) (serb.-chorw. Orden narodnog heroja).